# Siergiej Anochin
Siergiej Nikołajewicz Anochin, ros. Сергей Николаевич Анохин (ur. 19 marca?/1 kwietnia 1910 w Moskwie, zm. 15 kwietnia 1986 tamże) – radziecki lotnik, szybownik, zasłużony pilot doświadczalny.

## Wczesna kariera
Po ukończeniu szkoły średniej w 1926 pracował jako robotnik, a od 1928 jako kierowca autobusu w Moskwie. Po przypadkowym locie samolotem jako pasażer, uległ fascynacji lotnictwem. Nie dostał się do szkoły sił powietrznych (odrzucony przez komisję lekarską), lecz od 1929 należał do koła szybowników i latał zbudowanym przez to koło szybowcem IT-4bis, a w 1930 ukończył szkołę szybownictwa w Moskwie. W listopadzie 1931 ukończył wyższą szkołę szybownictwa w Koktebelu na Krymie, po czym z uwagi na dobre wyniki pozostał w niej jako instruktor - dowódca zespołu szkolnego. W 1932 ukończył centralną szkołę lotniczą Osoawiachimu w Tuszynie, a w 1933 wyższą szkołę spadochronową. Miał osiągnięcia w sporcie szybowcowym: 15 września 1933 ustanowił radziecki rekord długotrwałości lotu szybowcem jednomiejscowym (15 h 47, szybowiec PS-1), a w październiku 1934 rekordy długotrwałości 32 h 11' i wysokości lotu 2340 m (szybowiec G nr 2). W maju 1934 uczestniczył w pierwszym w ZSRR locie holowanym trzech szybowców G-9 za samolotem. W tym samym roku otrzymał tytuł honorowy Mistrza Sportu Szybowcowego ZSRR. W tym okresie ożenił się z Margeritą Racenską, również szybowniczką i rekordzistką szybowcową.
W 1935 na prośbę prezydenta Turcji Atatürka, wydelegowano do Turcji kilku instruktorów radzieckich, w tym Anochina, w celu organizacji tureckiego aeroklubu i szkolenia samolotowego, szybowcowego i spadochronowego. Pozostał tam aż do 1940 (inne źródła: 1939). Po powrocie do ZSRR Anochin pracował w Centralnym Aeroklubie w Tuszynie, jako dowódca eskadry szybowcowej.

## Okres II wojny światowej
Po wybuchu wojny z Niemcami, w grudniu 1941 został zmobilizowany w stopniu porucznika (starszyj lejtnant). Został następnie dowódcą oddziału w szybowcowej eskadrze doświadczalnej wojsk powietrznodesantowych, prowadząc badania szybowców desantowych, m.in. A-7 i „latającego czołgu” A-40 KT. Przeżył kilka przymusowych lądowań i ratunkowy skok na spadochronie z A-7. Brał także udział w działaniach bojowych, jako dowódca oddziału lotniczego 19. Gwardyjskiej Brygady Powietrznodesantowej na Froncie Kalininskim. W latach 1942–1943 odbywał nocne loty zaopatrzeniowe szybowcami transportowymi dla oddziałów partyzanckich na tyłach wroga, po których szybowce były pozostawiane, a piloci byli zabierani z powrotem samolotem. W lecie 1942 odbył pierwszy w ZSRR lot szybowcem na zaplecze frontu, do oddziału pod Briańskiem. Na większą skalę loty tego typu miały miejsce w 1943, do oddziałów na Białorusi, w rejonie Begomla i Lepela. W kwietniu 1943 Anochin wykonał jedyny podczas wojny lot powrotny szybowcem G-11 z dwoma rannymi dowódcami partyzanckimi z prowizorycznego lądowiska (samolot holujący SB-2 pilotował Jurij Żelutow, przy czym lotnicy maksymalnie skrócili hol do 10 m z uwagi na rozmiary lądowiska). Za to Anochin został odznaczony orderem Czerwonego Sztandaru. 
W czerwcu 1943 Anochin został odkomenderowany do Instytutu Badawczego Lotnictwa (LII) do pracy w charakterze pilota doświadczalnego. W marcu 1944 uzyskał tytuł pilota-oblatywacza 3. klasy, a w lipcu 1945 - 2. klasy. Między innymi, oblatał on myśliwiec Jak-7 w wersji z pomocniczymi silnikami odrzutowymi DM-4S (15 maja 1944). 17 maja 1945, podczas badań myśliwca Jak-3 na przeciążenia, oderwało się w nim skrzydło. Anochin zdołał wyskoczyć ze spadochronem, lecz został ranny, w tym utracił lewe oko.

## Po wojnie
Pomimo utraty widzenia obuocznego, Anochin zdołał wytrenować widzenie z oceną odległości i powrócić do latania. W grudniu 1945 ponownie podjął obowiązki pilota doświadczalnego.
W latach 1947–1948 uczestniczył w programie badawczym latających laboratoriów ŁŁ-1 i ŁŁ-2 P. Cybina. W sierpniu 1947 uzyskał stopień pilota-oblatywacza 1. klasy, w 1949 awansował na stopień pułkownika. 
W 1947 Anochin został oblatywaczem w biurze konstrukcyjnym OKB-115 Jakowlewa. M.in. dokonał tam oblotu samolotów Jak-25 (2 listopada 1947), Jak-30 (4 września 1948), Jak-23UTI (29 marca 1949), Jak-50 (9 sierpnia 1949). Uczestniczył też w badaniach innych typów samolotów Jakowlewa, a także innych biur, w tym MiG-15, Su-11, Su-15 i Su-17, I-215, Ła-174, I-320. 3 czerwca 1949 musiał opuścić prototyp Su-15 na spadochronie z powodu wibracji. W 1951 brał udział w próbach systemu Burłaki - holowania myśliwców MiG-15bis przez bombowiec Tu-4, a w latach 1951-1953 - samolotu-pocisku KS (prowadzonych na jego pilotowanym analogu). W drugiej połowie lat 50. brał udział w próbach m.in. samolotu pasażerskiego Tu-104 i samolotów Jak-26, Jak-28, MiG-19, MiG-21, Tu-16, a w 1957 samolotu SM-30 - wersji MiG-19 startującej z katapulty naziemnej. 21 grudnia 1960 zdołał opuścić ze spadochronem bombowiec Tu-16 mimo awarii fotela katapultowego.
3 lutego 1953 został uhonorowany tytułem Bohatera Związku Radzieckiego, otrzymał także nagrodę stalinowską 2. stopnia. 
Mimo pracy jako oblatywacz, Anochin w dalszym ciągu zajmował się szybownictwem, m.in. kierował sekcją szybownictwa radzieckiego aeroklubu DOSAAF. W 1951 został sędzią w zakresie szybownictwa. Prowadził też badania szybowców w locie. W 1955 został uhonorowany dyplomem Paula Tissandiera Międzynarodowej Federacji Lotniczej (FAI).

## Praca w oddziale kosmonautów
W sierpniu 1962 z uwagi na stan zdrowia, Anochin zaprzestał pracy jako oblatywacz. Został jednak zastępcą naczelnika LII do spraw metodyki. W marcu 1964 został zwolniony do rezerwy i opuścił LII. Już od maja 1964 podjął jednak pracę w biurze konstrukcyjnym Korolowa, zajmującego się rakietami kosmicznymi. Został naczelnikiem wydziału metodycznego biura OKB-1 (późniejsze NPO Energia), kierując przygotowaniem kosmonautów. Sam przeszedł szkolenie kosmonauty i został wcielony do grupy kosmonautów, lecz po śmierci sprzyjającego mu Korolowa nie został wybrany do lotu w kosmos, a we wrześniu 1966 opuścił grupę kosmonautów. Od 1977 był zastępcą dowódcy oddziału kosmonautów i wiodącym inżynierem NPO Energia. 
Ostatni raz Anochin odbył samodzielny lot na motolotni w 1983 w Koktebelu, podczas obchodów 60-lecia radzieckiego szybownictwa. Podczas swojej kariery latał na ok. 200 typach samolotów i szybowców oraz wykonał ponad 250 skoków spadochronowych, z tego 6 ratunkowych. Siergiej Anochin zmarł 15 kwietnia 1986 w Moskwie, pochowany jest na Cmentarzu Nowodziewiczym. 

## Ważniejsze odznaczenia i nagrody
- Medal Złota Gwiazda Bohatera Związku Radzieckiego (1953)
- Order Lenina (trzykrotnie: 1949, 1953, 1980)
- Order Czerwonego Sztandaru (dwukrotnie: 1943, 1948)
- Order Wojny Ojczyźnianej I stopnia (trzykrotnie: 1945, 1947, 1985)
- Order Czerwonej Gwiazdy (1961)
- 14 medali wojskowych, w tym:
  - Medal „Partyzantowi Wojny Ojczyźnianej” I stopnia
  - Medal „Za zasługi bojowe”
  - Medal „Za obronę Moskwy”
- Medal Chińskiej Republiki Ludowej
- dyplom Paula Tissandiera FAI (1955)
- Nagroda Stalinowska 2. stopnia.

Tytuły:
- Bohatera Związku Radzieckiego (1953)
- Mistrza Sportu Szybowcowego ZSRR (1934)
- Mistrza Sportu Spadochronowego ZSRR (1941)
- Zasłużonego Mistrza Sportu ZSRR (1950)
- Zasłużonego Lotnika-Oblatywacza ZSRR (1959 - z numerem 1)

Jego imieniem nazwano w 1996 planetoidę (4109) Anokhin.